# Sonnetten aan een onbekende
Sonnetten aan een onbekende is een bundeling sonnetten van de dichter Alfred Aubry.

## Geschiedenis
De uitgave behelst een bundeling van vijf sonnetten van Alfred Aubry, gedrukt in 1979 te Finvara. Volgens het colofon zijn de sonnetten geschreven "in de zomer en herfst van het iaar negentienhondernegenenzeventig" en opgedragen aan "JBW"; met deze laatste initialen wordt mogelijk bedoeld de uitgever Johan Polak (1928-1992) die vele van zijn toelichtingen of nawoorden in door hem uitgegeven werken ondertekende met de initialen "JBWP"
Alfred Aubry publiceerde eerder op de persen van Ger Kleis, Sub Signo Libelli, twee uitgaven: Solanum, in 1977 eveneens te 'Finvara' gedrukt, en bij dezelfde drukker het kwatrijn Sombere Orfeus zonder Echo, hoor uit 1979; deze laatste uitgave, verschenen in een oplage van zes exemplaren, is opgedragen aan Boudewijn Maria Ignatius Büch, en gesigneerd met Alfred Aubry. Onder het pseudoniem Aubry zou volgens verschillende bronnen of Büch zelf of Ernst Braches schuil gaan waarmee Büch dus onder pseudoniem aan zichzelf een kwatrijn zou hebben opgedragen. Pas in 2013 werd duidelijk dat Ernst Braches schuilging onder Aubry.

### Uitgave
De uitgave bestaat uit acht ongenummerde dubbel gevouwen, onafgesneden dundrukpagina's, ingenaaid in een grijsbruin omslag. Wie de drukker is, is onduidelijk maar het moet niet uitgesloten worden dat Ger Kleis haar ook op zijn SSL-pers gedrukt heeft. Het colofon geeft aan: "Gedrukt in veertien exemplaren"; de bibliografie van de pers van Ger Kleis door Ronald Breugelmans vermeldt deze uitgave niet.